# Gordon Smiley
Gordon Eugene Smiley (Omaha, 20 de abril de 1946 — Speedway, 15 de maio de 1982) foi um automobilista dos Estados Unidos.

## Biografia
Disputou sua primeira prova de automobilismo aos 19 anos de idade, e nas categorias que disputou (SCCA Fórmula Ford, Fórmula Atlantic, Fórmula 1000, Can-Am, Fórmula 5000 e Fórmula Super Vee), estabeleceu 25 recordes de pista em uma temporada da SCCA National Chaapionship, onde foi campeão 4 vezes antes de se profissionalizar em 1974, quando já tinha 28 anos.
Em 1979, Smiley participou de 11 etapas do Campeonato Britânico de Fórmula 1, vencendo uma vez, em Silverstone, pilotando por duas equipes (Melchester Racing, usando um Tyrrell 008 e um McLaren M23, e Surtees). Esta foi a última vez que um piloto norte-americano venceu uma prova sancionada pela FIA.

## CART
Na CART, Smiley estreou em 1980 pela Patrick Racing, onde participou de 2 provas. Voltou somente nas últimas etapas, desta vez pilotando um Penske-Cosworth da Bob Fletcher Racing. Foram 176 pontos na classificação geral, terminando em 33º lugar. Em 1981, representou a Rhoades Competition em 3 corridas, obtendo apenas 8 pontos. Em 1982, disputou apenas o GP de Atlanta, onde chegou em 9º lugar.

## O acidente fatal
Em 15 de maio de 1982, Smiley deixou os boxes do Indianapolis Motor Speedway com o objetivo de conquistar a pole-position para a 66ª edição das 500 Milhas (disputou as edições de 1980 e 1981, onde chegou a liderar por uma volta) e ser o primeiro piloto a superar as 200 milhas, chegando a alcançar 196 na primeira volta de classificação. Durante a segunda tentativa de volta rápida, seu carro escapa de traseira na curva 3 e Smiley corrige, porém o March de número #35 perde o controle e bate violentamente no muro, matando o piloto na hora.
O médico Steve Olvey, em sua biografia "Rapid Response: My Inside Story as a Motor Racing Life-Saver", descreveu o acidente da seguinte forma:
| “ | Durante uma tentativa de qualificação para a Indy 500 de 1982, Gordon Smiley, um jovem e arrogante piloto do Texas, estava determinado a quebrar a barreira das 200 milhas de média, ou morria tentando. Diversos pilotos veteranos o advertiam sobre o seu estilo de condução, em que costumava corrigir as suas trajetórias em contra-balanço, algo que era errado para um Speedway. Quando perdeu a tração, Smiley reagiu como se estivesse numa pista normal, corrigindo o seu carro saindo de traseira. O impacto foi violento. (...) Enquanto eu dirigia para o que restava do seu carro, imediatamente após o impacto, observei umas pequenas manchas de uma substância cinzenta que formava uma trilha até o piloto. Fiquei chocado ao ver que o capacete de Smiley tinha voado, junto com a parte superior do seu crânio, cortado pela cerca de segurança. Espalhado pela pista tinha mais pedaços do seu cérebro. O seu capacete, devido a enorme força centrífuga, foi literalmente sugado pelo impacto na cabeça do piloto. (...) Quando voltávamos para o Centro Médico com o corpo, fiz uma análise rápida e percebi de imediato que praticamente todos os ossos do seu corpo tinham sido estilhaçados. Ele tinha uma ferida tão grande do lado do impacto que parecia que tinha sido atacado por um grande tubarão. Eu nunca tinha visto tal trauma. | ” |

A morte de Smiley foi a primeira de um piloto nas 500 Milhas de Indianápolis desde Art Pollard e Swede Savage, que faleceram em 1973, e até hoje o último a morrer durante um treino de classificação.